# Корсар (Marvel Comics)
Корсар (англ. Corsair, настоящее имя — Кристофер Саммерс, англ. Christopher Summers) — персонаж комиксов, издаваемых компанией Marvel Comics, космический пират империи Ши'ар, лидер Звёздных гасителей, отец супергероев Людей Икс Циклопа и Хавока и суперзлодея Вулкана. Был создан Дэйвом Кокрумом и впервые появился в X-Men № 104 (апрель 1977 года).

## История создания
Дэйв Кокрум создал Звёздных гасителей с намерением сделать их героями в собственной серии. Однако, когда он представил концепцию для Marvel Spotlight и Marvel Premiere, ему неоднократно сообщалось, что эти серии будут выпущены, в течение двух лет. Потеряв терпение, Кокрум показал Звёздных гасителей, в том числе Корсара, писателю Крису Клермонту и убедил его использовать персонажей в комиксах про Людей Икс. Для того, чтобы обеспечить правдоподобный предлог для повторных появлений команды в историях о Людях Икс, они решили сделать Корсара отцом лидера Людей Икс Циклопа.

## Вымышленная биография

### Начало
Много лет назад летчик-испытатель НАСА и ВВС США майор Кристофер Саммерс вместе с женой Кэтрин Энн и двумя малолетними сыновьями Скоттом и Алексом совершал полёт в своём частном самолёте, перестроенном De Havilland Mosquito, из Аляски на юг вдоль западного побережья Северной Америки, когда их самолёт подвергся нападению со стороны звездолёта инопланетной империи Ши'ар, совершавшим исследовательскую миссию на Земле. Ши'ар преследовали корабль Саммерса, чтобы предотвратить раскрытие Кристофером широкой общественности факта присутствия  инопланетян на Земле. Инопланетный корабль обстрелял самолёт Саммерса, который был сделан из дерева, в результате чего тот загорелся. Найдя единственный уцелевший парашют, Кэтрин Энн надела его на старшего сына Скотта, сказав ему, чтобы он крепко держал Алекса, и вытолкнула их из двери, надеясь спасти их обоих. Скотт и Алекс, таким образом, избежали пленения Ши'ар.
Кристофер и его жена были впоследствии телепортированы на борт космического корабля и доставлены в Империю Ши'ар. Там Кристофер был разлучён с женой и заключён в тюрьму. Вскоре он освободился и обнаружил сумасшедшего императора Ши'ар Д'Кена, пытающегося изнасиловать Кэтрин Энн. Кристофер пытался ему помешать, но Д'Кен убил жену Саммерса на его глазах, а затем приказал отправить его в Невольничьи ямы Алсибара, где находились преступники и политические заключённые.

### Формирование Звёздных гасителей
В Невольничьих ямах Саммерс встретил четырех инопланетян, заключённых в тюрьму за различные преступления против Империи Ши'ар: заврида Ч'ода, люпина по имени Кр'реее, представительницу мефистоидов, которую Саммерс назвал Хепциба (так как её настоящее имя было непроизносимым для большинства других рас), и киборга Разу Лонгнайфа. Вместе они сбежали и похитили звездолёт. Называя его Звёздный гаситель, а самих себя Звёздными гасителями, группа стала функционировать как космические пираты ориентации Ши'ар суда, и таким образом мстить Ши'ар, но осторожно, чтобы не нанести вред невинным пассажирам. Команда быстро стала рассматриваться Империей в качестве преступников. Кроме того, Саммерс и Хепциба стали любовниками.

### Люди Икс
Звёздные гасители впервые встретил команду сверхчеловеческих мутантов Земли, известную как Люди Икс, когда две группы объединили свои силы в Галактике Ши'ар в бою с Императорской гвардией (суперсолдатами, служившими правящим в Ши'ар императору или императрицы; в то время это был Д'кен) Одна из Людей Икс, космическое существо, известное как Феникс, принявшее форму Джин Грей, использовала свои телепатические способности, чтобы исследовать разум Корсара и узнала, что он был отцом Скотта Саммерса, лидера Людей Икс, известного как Циклоп. По просьбе Корсара Феникс сохранил его истинную личность в тайне от Циклопа, но Циклоп и его брат Алекс (член Людей Икс по имени Хавок), в конце концов узнали, кем действительно был Корсар.

### Звёздные гасители и Ши'ар
Звёздные гасители помогли сестре Д'Кена принцессе Лиландре стать императрицей вместо брата, и это стало неофициальным концом оппозиции Империи к команде. Корсар помог Людям Икс в битве с Сидри, а затем признался Циклопу, что он его отец.
Тем не менее, это продлилось не долго, и команда Корсара вновь оказалось вне закона. Звёздные гасители и Люди Икс боролись с расой Выводков и сражались с сестрой Лиландры Птицей Смерти. В конечном счёте Птице смерти удалось устроить государственный переворот, что позволило ей захватить трон. Лиландра, клеймёная как бунтарка, присоединилась к Звёздным гасителям в их борьбе против тиранического правления сестры.
Через некоторое время Корсар спас Чарльза Ксавьера от Фенриса, взяв его в путешествие по космическому пространству, где он мог быть со своей возлюбленной Лиландрой. Корсар и его команда позже приступили к Поиску Фалкона.
В конце концов Лиландра и Звёздные гасители, борющиеся против власти Птицы смерти, вызвали бунты по всей империи, а после попытки захвата империи Скруллами (расой инопланетян-метаморфов). Лиландра поняла, что её сестра больше не хотела быть у власти.
Звёздные гасители впоследствии помогли Лиландре в войне Империи с инопланетной расой Крии, во время которой произошло столкновение с командой земных супергероев, известных как Мстители, позже были наняты Лиландрой, чтобы захватить предателя по имени Вишня.
Корсар собирался уйти в отставку, но Звёздные гасители были захвачены существом, известным как Коллекционер. Вместе с членом Людей Икс Росомахой команде удалось бежать от Коллекционера и пожирателя планета Галактуса. Команда позже помогла Ши'ар спастись от Галактуса, а затем помогла Лиландре и Чарльзу освободить Землю от опасности стать межгалактической тюремной планетой.

### Примирение с Циклопом
В один момент Скотт был убит Апокалипсисом, но воскрес через несколько месяцев. После возрождения Скотта Корсар извинился перед своим сыном за то, что не был с ним во время своего пребывания со Звёздными гасителями. Корсар чувствовал вину за то, что не мог удержать самолёт от аварии, что не смог спасти свою жену, что Скотт и Алекс оказались в различных домах а не с отцом. Это извинение явно оказало влияние на Скотта: перед событиями Дом М студенческая команда Людей Икс Циклопа был назван Корсарами.

### Смерть
Корсар объединяется со своим вторым сыном Хавоком, который принес ему известие о его третьем сыне Вулкане. Корсар решил поддержать Людей Икс (в тот момент состоящих их Рэйчел Саммерс, Ночного змея, Варпатча, Дарвина, Полярис и Профессора Икс) и Лиландру, чтобы помещать Д'Кену вновь стать императором с помощью Вулкана и Птицы смерти. В разгар битвы между войсками Лиландры и войсками Д'Кена, Вулкан убивает Д'Кена и провозглашает себя императором. Корсар просит Вулкана остановить бессмысленное насилие, но Вулкан убивает Корсара. Впоследствии Алекс (Хавок) стал новым лидером Звёздных гасителей, в состав которых теперь стали входить внучка Корсара Рэйчел, Полярис и оригинальные члены Ч'од и Раза.

## Силы и способности
Корсар не имел сверхчеловеческих сил, хотя он был отлично развит физически для человека его возраста. Он обучался рукопашному бою, а также навыкам фехтования и боевых приемов Ши'ар. Он также имел обширные знания как земного, так и Ши'арского оружия, и имел исключительные навыки пилотирования земных и Ши'арский самолётов и космических аппаратов. Он был обычно вооружён Ши'арским лезвием, похожим на саблю, и использовал различной Ши'арское оружие, которое он носил в экстра-пространственном кармане, среди которого были спаренные энергетические бластеры.

## Альтернативные версии

### Ultimate
Корсар упоминался в Ultimate X-Men, в сюжетной линии Злыдня, но не как личность. Вместо этого, это был научно-фантастический мир, который придумал Циклоп после просмотра «Звёздных войн». Ник Фьюри сослался на службу с отцом Циклопа в войне в Персидском заливе.

### Люди Икс навсегда
В альтернативной реальности Люди Икс навсегда Корсар и Звёздные гасители нанимаются на работу в качестве телохранителей Натана Саммерса, его внука, который живёт с родителями Корсара на Аляске. Эта миссия терпит несколько неудач из-за друга семьи, являющегося шпионом Злыдня.

## Появление вне комиксов

### Телевидение
- Корсар, озвученный Брайаном Тейлором, несколько раз появлялся в мультсериале «Люди Икс», где его история была очень похожа на версию из комиксов. В «Саге о Фениксе» он появляется как капитан Звёздных гасителей и его пути пересекаются с Людьми Икс во время его кражи Кристалла М'Крон. Джин Грей с помощью телепатии узнала, кто он на самом деле, но не поделилась этими знаниями с кем-либо. В серии «Конец сиротства» Циклоп видит у Корсара медальон, содержащий в себе изображение семьи Саммерс, что позволяет им обоим, наконец, узнать правду.
- Кристофер Саммерс появляется в финале первого сезона мультсериала «Люди Икс: Эволюция». Он был показан во флэшбэке, когда Циклоп вспоминает катастрофу, разделившую его с Алексом. В этом сериале не были показаны Ши'ар и Звёздные гасители.

### Видеоигры
- Корсар появляется в игре Marvel: Ultimate Alliance, где его озвучил Скотт МакДональд.